# Rillen (lichaamsreactie)
Rillen is een onwillekeurige lichaamsreactie van mens of dier, die ten doel heeft de lichaamstemperatuur te verhogen. De rillingen zijn het gevolg van snel en kort contraherende spieren, waardoor warmte wordt ontwikkeld. Door die warmte loopt de lichaamstemperatuur op.
Rillen treedt op wanneer het lichaam sterk afkoelt, bijvoorbeeld in een koude omgeving. Ook kan rillen optreden wanneer volgens de ingebouwde thermostaat in het temperatuurcentrum in de hersenen de temperatuur hoger moet zijn dan gebruikelijk: dan ontstaat koorts. In dit geval is het meestal een symptoom van een infectie. Zie hiervoor koude rilling.